# H. Huntsman & Sons
H. Huntsman & Sons (Huntsman of Savile Row) er et luksusmodehus og skrædderi i Savile Row 11 i London. Virksomheden er kendt for sit traditionelle engelske skræddersyede herretøj, ready-to-wear kollektioner i kashmiruld og lædertilbehør.
Huntsman blev grundlagt i 1849 på Savile Row, og syede tøj til herrer og damer. I 1886 modtog firmaet sin første Royal Warrant som Leather Breeches Maker (fabrikant af læderknæbukser) til HRH Prince of Wales, den senere Edward 7. af Storbritannien. Dette blev fulgt op af en Royal Warrant fra Prins Albert af Sachsen-Coburg og Gotha og Victoria af Storbritannien i 1888. Siden har skrædderiet været kongelig hofleverandør til flere andre monarker.
Huntsman var en af grundlæggerne af Savile Row Bespoke Association, som er handelsorganisationen der beskytter og fremmer skrædderarbejdet fra Savile Row.
I september 2017 tjente Huntsman som inspiration til Matthew Vaughns actionfilm Kingsman: The Golden Circle.